# Kostelec na Hané
Kostelec na Hané (in tedesco Kosteletz in der Hanna) è una città della Repubblica Ceca facente parte del distretto di Prostějov, nella regione di Olomouc.